# Saison 8 de Vampire Diaries
Chronologie
Saison 7 -
La huitième et dernière saison de Vampire Diaries (The Vampire Diaries), série télévisée américaine, est constituée de seize épisodes diffusée du 21 octobre 2016 au 10 mars 2017 sur The CW.

## Synopsis
Dans cette dernière saison, les frères Salvatore et les habitants surnaturels de Mystic Falls se réunissent une dernière fois afin de faire face à de nouveaux ennemis toujours plus dangereux et mortels qui menacent de détruire la ville: entre le machiavélique sorcier Kai Parker, des sœurs sirènes maléfiques, en passant par le Diable en personne, sans oublier leur vieille ennemie de toujours, Katerina Petrova, échappée des Enfers et dont l'unique but est de se venger, les frères Salvatore devront s'unir tant bien que mal afin d’empêcher que l'Enfer et le chaos n'envahissent littéralement leur ville natale. Pour cela, ils seront aidés dans leur difficile tâche par Bonnie, Enzo, Caroline, Matt, Tyler et Alaric mais encore... d'Elena.

## Distribution

### Acteurs principaux
- Paul Wesley (VF : Stéphane Pouplard) : Stefan Salvatore
- Ian Somerhalder (VF : Cédric Dumond) : Damon Salvatore
- Candice Accola (VF : Fily Keita) : Caroline Forbes-Salvatore
- Kat Graham (VF : Stéphanie Hédin) : Bonnie Bennett
- Matt Davis (VF : Alexis Victor) : Alaric Saltzman
- Michael Malarkey (VF : Pascal Nowak) : Lorenzo « Enzo » St. John
- Zach Roerig (VF : Yann Peira) : Matt Donovan / Ethan Maxwell

### Acteurs récurrents
- Nathalie Kelley (VF : Laura Blanc) : Sybil (épisodes 1 à 10 et 12)
- Kristen Gutoskie (VF : Alexandra Ansidei) : Seline (épisodes 1 à 10 et 12)
- Michael Trevino (VF : Donald Reignoux) : Tyler Lockwood (5 épisodes)
- Allison Scagliotti (VF : Youna Noiret) : Georgie Dowling (4 épisodes)
- Lily Rose Mumford (VF : Ève Lorrain) : Josette « Josie » Saltzman
- Tierney Mumford (VF : Lilia Aragones) : Elizabeth « Lizzie » Saltzman
- Joel Gretsch (VF : Jérôme Rebbot) : Peter Maxwell
- Wolé Parks (VF : Eilias Changuel) : Acardius « Cade »
- Demetrius Bridges (VF : Jean-Michel Vaubien) : Dorian

### Invités
- Aisha Duran (VF : Isabelle Volpé) : Virginia St. John (épisode 1)
- Tristin Mays (VF : Audrey Sablé) : Sarah Salvatore (épisode 2)
- Marguerite MacIntyre (VF : Emmanuèle Bondeville) : Liz Forbes (épisodes 3, 10 et 16)
- Jasmine Guy (VF : Évelyne Grandjean) : Sheila Bennett (épisodes 10 et 16)
- Kayla Ewell (VF : Marie-Eugénie Maréchal) : Victoria « Vicki » Donovan (épisodes 10, 15 et 16)
- Persia White (VF : Anne Rondeleux) : Abby Bennett-Wilson (épisode 12)
- Jaz Sinclair (VF : Bénédicte Bosc) : Beatrice « Bea » Bennett (épisodes 12 et 16)
- Chris Wood (VF : Yoann Sover) : Malachai « Kai » Parker (épisodes 12, 13 et 14)
- Melinda Clarke (VF : Julie Dumas) : Kelly Donovan (épisode 15)
- Steven R. McQueen (VF : Fabrice Fara) : Jeremy Gilbert (épisode 16)
- David Anders (VF : Vincent Ropion) : Jonathan « John » Gilbert (épisode 16)
- Sara Canning (VF : Barbara Beretta) : Jenna Sommers (épisode 16)
- Arielle Kebbel (VF : Dorothée Pousséo) : Alexia « Lexi » Branson (épisode 16)
- Jody Lyn O'Keefe (VF : Cathy Diraison) : Josette « Jo » Laughlin née Parker (épisode 16)
- Erin Beute (VF : Marie-Christine Robert) : Miranda Gilbert (épisode 16)
- James MacDonald : Grayson Gilbert (épisode 16)
- Nina Dobrev (VF : Caroline Lallau) : Elena Gilbert / Katherine Pierce (épisode 16)

## Production

### Développement
Le 11 mars 2016, la série a été renouvelée pour une huitième et dernière saison de seize épisodes.
Le 21 août 2016, Julie Plec a confirmé qu'il y aura un crossover avec la quatrième saison de The Originals, comme lors de l'épisode 14 de la troisième saison. L'intrigue se déroulera à La Nouvelle-Orléans, trois ans dans le futur de The Originals.

### Casting
En mai 2016, Paul Wesley, Ian Somerhalder, Candice Accola, Katerina Graham, Zach Roerig, Matthew Davis et Michael Malarkey sont annoncés pour reprendre leurs rôles respectifs lors de cette saison. Le même mois, Nina Dobrev est également annoncée pour reprendre son rôle d'Elena Gilbert lors de cette même saison. Deux mois plus tard, Nina Dobrev confirme son retour mais continue toutefois à semer le doute.
En juin 2016, Nathalie Kelley, Kristen Gutoskie, Allison Scagliotti, Lily Rose Mumford, Tristin Mays et Tierney Mumford sont annoncés comme acteurs récurrents durant de cette saison. 
Entre juillet et août 2016, Marguerite MacIntyre et Demetrius Bridges sont confirmés pour reprendre leurs rôles respectifs du shérif Liz Forbes et de Dorian, en tant qu'invités.
En septembre 2016, Michael Trevino est officiellement annoncé pour reprendre son rôle de Tyler Lockwood lors de la saison le temps de quelques épisodes.
Le 27 janvier 2017, Nina Dobrev officialise son retour pour le dernier épisode de la série via un cliché de son script qu'elle a posté sur les réseaux sociaux,.
Le 4 février 2017, c'est au tour de Steven R. McQueen (Jérémy Gilbert) de confirmer son retour pour le seizième et dernier épisode de la saison.

### Diffusion
- Aux États-Unis, la saison a été diffusée du 21 octobre 2016 au 10 mars 2017 sur The CW.
- Au Canada, la saison est diffusée en simultané sur CTV Two, puis rediffusée le lundi suivant sur MuchMusic.
- En France, la saison a été diffusée du 1er juin 2017 au 22 juin 2017 sur NT1.

## Liste des épisodes

### Épisode 1:Le Chant des sirènes
- États-Unis /  Canada : 21 octobre 2016 sur The CW[17] / CTV Two
- France : 1er juin 2017 sur NT1
- Québec : sur  7 septembre 2018 sur VRAK.TV

- États-Unis : 980 000 téléspectateurs[19] (première diffusion)

Depuis que Damon et Enzo sont sous l'influence de la mystérieuse force surnaturelle qui s'est échappée des caveaux de l'Armurerie, ils s'attaquent sans hésitation à des humains. Puis, après avoir sélectionné leurs victimes les plus "malfaisantes", ils les livrent ensuite sadiquement à la Créature, qui vit dans un "puits" rempli de sang, dans un entrepôt désaffecté. Cette créature semble se nourrir des humains que les deux vampires lui rapportent quotidiennement. On apprend que Damon a éteint son humanité afin d’empêcher la Créature de savoir le nom des personnes à qui il tient, chose qu’Enzo n’a pas faite et qui essaye de garder un minimum de contrôle sur ses actes.

### Épisode 2:Les Soldats du diable
- États-Unis /  Canada : 28 octobre 2016 sur The CW / CTV Two
- France : 2 juin 2017 sur NT1
- Québec : sur  14 septembre 2018 sur VRAK.TV

- États-Unis : 900 000 téléspectateurs[20] (première diffusion)

- Tristin Mays : Sarah Salvatore

Alors qu'Enzo et Damon continuent d'apporter des humains à Sybil (la Sirène) pour la nourrir, cette dernière ne comprend pas pourquoi Enzo ne se soumet pas pleinement à elle. Elle tente alors de pénétrer ses pensées et entend un nom dans la tête d'Enzo: Sarah Nelson, une jeune femme à qui Enzo semble être attaché. Sybil charge alors Damon et Enzo de traquer cette mystérieuse Sarah jusqu'en Caroline du Nord. 
À Mystic Falls, Stefan, Bonnie et Caroline apprennent que deux femmes s'appelant Sarah Nelson ont été tuées en l'espace de quelques heures en Caroline du Nord. Stefan se rend compte que la Sarah Nelson que poursuit son frère n'est autre que sa nièce, Sarah Salvatore (dernière descendante des Salvatore et dont la mère a été tuée en 1994 par Damon), qui réside actuellement à l'université de Raleigh. Ils se rendent en Caroline du Nord pour tenter de la sauver. Or, il se trouve que malheureusement, Damon et Enzo sont déjà sur place (Damon ignore qu'il s'agit de sa propre nièce). Après que Sarah eut réussi à neutraliser Damon avec de la verveine, Enzo tente de l'aider à s'échapper de la ville mais lorsqu'ils arrivent à l'appartement de la jeune Salvatore, ils tombent nez à nez avec Bonnie, Caroline et Stefan. Stefan reste alors dans l'appartement avec sa nièce tandis que Bonnie arrive à enlever Enzo afin de le libérer de l'emprise de Sybil. Mais c'est peine perdue, le vampire, souhaitant la protéger, se résout à retourner auprès de la sirène. Quant à Caroline, elle est piégée dans un couloir par Damon, qui lui a arraché sa bague de jour. Ce dernier fait irruption dans l'appartement et est sur le point de tuer Sarah lorsque Stefan l'en empêche, lui révélant le véritable nom de famille de la jeune femme. Damon la laisse partir (prouvant qu'il a trouvé une issue pour retrouver son humanité en ayant gardé le souvenir de sa première rencontre avec Elena) mais Sybil arrive sur les lieux et poignarde mortellement la jeune Salvatore, sous les yeux de Stefan, impuissant. La Sirène immobilise alors Stefan, qui ne peut que regarder sa nièce agoniser et mourir dans ses bras. Malheureusement, durant l'échange des frères Salvatore, Sybil a pu découvrir l'identité d'Elena et ce qu'elle représentait pour Damon. Elle décide alors de modifier ses souvenirs afin qu'il lui obéisse définitivement. Ils sont plus tard rejoint par Enzo. Sybil pénètre de force son esprit et cette fois, apprend sa relation avec Bonnie. 
De son côté, Alaric continue toujours ses fouilles des caveaux de l'Armurerie avec une jeune archéologue, Georgie. Ils finissent par découvrir des runes anciennes datant de 1790, qu'ils espèrent indispensables pour connaitre la nature des Sirènes et découvrir par quels moyens les vaincre. 

### Épisode 3:Le Don de Damon
- États-Unis /  Canada : 4 novembre 2016 sur The CW / CTV Two
- France : 5 juin 2017 sur NT1
- Québec : sur  21 septembre 2018 sur VRAK.TV

- États-Unis : 940 000 téléspectateurs[21] (première diffusion)

- Marguerite MacIntyre (Liz Forbes)

Sybil décide une nouvelle fois d'altérer les souvenirs de Damon afin de mieux le contrôler. Cette fois, elle crée une vision de son esprit dans laquelle Elena meurt noyée en même temps que ses parents dans leur accident de voiture sur le Pont Wickery. Damon vit maintenant dans un monde où il n’a jamais connu Elena et ne peut donc plus éprouver le moindre sentiment pour elle. Elle tente de faire subir le même sort à Enzo, mais est agacée de constater qu'il ne veut pas renoncer à son humanité. Elle charge donc Damon de tuer Bonnie. Pendant ce temps, Bonnie et Caroline célèbrent avec enthousiasme les fiançailles de cette dernière avec Stefan. Mais alors qu'elles choisissent leur robe de mariée, elles sont interrompues par Damon qui les attaque. Caroline parvient à neutraliser Damon le temps que les deux femmes puissent prendre la fuite. Sybil et Enzo arrivent sur place et la sirène découvre alors l’importance de Bonnie pour Damon et commence à modifier ses souvenirs avec elle également (notamment lorsqu'ils étaient piégés ensemble dans le monde parallèle). Alors que Caroline et Bonnie sont à la recherche d'armes dans le manoir des Salvatore, Sybil leur rend visite, bien décidée à comprendre pourquoi la jeune Bennett est une personne aussi exceptionnelle aux yeux de Damon et Enzo. Elle décide que Bonnie doit choisir entre Enzo et Damon. Devant le refus de la jeune femme, elle lui annonce que les deux vampires (manipulés par elle) vont se battre à mort.
De son côté, Alaric travaille sur une fourche magique trouvée à l'Armurerie et découvre qu'elle a le pouvoir d'affaiblir les sirènes. Pendant ce temps, Stefan et Caroline interviennent afin d'éviter cette confrontation mais échouent; Enzo et Damon, sous l’emprise de Sybil, n’ont d’autres choix que de se battre l’un contre l’autre. Alors que Damon est sur le point d'arracher le cœur d'Enzo, Bonnie arrive sur place et décide de laisser vivre Enzo. Ce choix ne convient guère à Sybil qui souhaitait en réalité garder Damon auprès d'elle car il est le plus loyal des deux. Sybil demande à Damon de tuer Bonnie, à moins qu'Enzo n'accepte d’éteindre son humanité, ce qu'il fait. Elle ordonne cependant à Damon de tuer Bonnie sur le champ. La jeune femme tente de s'enfuir mais est rapidement rattrapée par le vampire. À ce moment-là, Caroline, Stefan et Alaric arrivent sur place et empêchent Damon de tuer la jeune sorcière. Alaric se sert de sa fourche magique pour affaiblir Sybil et la capturer tandis que Stefan se charge de neutraliser Enzo, avant de les enfermer tous les deux dans une cellule de l'Armurerie. 

### Épisode 4:Abandonnées...
- États-Unis /  Canada : 11 novembre 2016 sur The CW / CTV Two
- France : 6 juin 2017 sur NT1
- Québec : sur  28 septembre 2018 sur VRAK.TV

- États-Unis : 1 million de téléspectateurs[22] (première diffusion)

- Zach Roerig (Matt Donovan)

Damon est en mission pour Sybil et cherche un certain Peter Maxwell, qui semble posséder un artefact magique indispensable pour la sirène. Il arrive au garage Maxwell mais tombe sur Lou, l'employé et le tue. Plus tard, lorsque Peter rentre, Damon le force à chercher cet artefact mystérieux. Lorsqu'il se rend compte que Peter est sous veine de vénus grâce à la montre qu'il porte à son poignet, il le poignarde mortellement dans la poitrine. C'est alors que Matt Donovan arrive sur place, neutralise Damon et se sert du sang de celui-ci pour sauver Peter, lequel s'avère être son père. Quelques instants plus tard, Matt a attaché Damon sur une chaise et le torture avec de la veine de vénus, voulant savoir quelles sont ses intentions vis-à-vis de Peter. Damon lui avoue qu'il est en mission pour une certaine femme et qu'il a également tué Tyler au cours de la nuit passée. Le père et le fils Donovan quittent le garage, laissant Damon seul. Matt en profite pour informer son père de l'existence des vampires et d'autres créatures surnaturelles. Mais alors qu'ils arrivent à la frontière, Matt découvre le cadavre de Tyler dans le coffre d'une voiture. Accablé par la mort de son ami, il s'effondre sur le sol, en larmes. Damon, quant à lui, se libère finalement de ses chaines et arrive à mettre la main sur le précieux artefact qu'il recherchait.
À l'Armurerie, Stefan questionne Sybil, enfermée dans sa cellule. Cette dernière leur raconte son histoire. Dans un village, vers 750 avant J. C., le premier voyant, Arcadius (surnommé Cade), cherchait à aider son village grâce à ses visions. Mais les hommes de son village l'ont trahi et l'ont ensuite brûlé vif. Depuis ce jour, toutes les personnes qui présentaient ce pouvoir ont été exilées. C’est ainsi que deux filles se sont retrouvées sur une île isolée. L’une des filles était Sybil et considérait l'autre voyante comme sa sœur. Alors qu'elles mouraient de faim, la « première fille de l’île » a fait s’échouer des bateaux et a donné de la viande (humaine) à sa "sœur" pendant des années. Lorsque Sybil a découvert qu'elle était nourrie à partir de chair humaine, elle a tenté de se suicider, désespérée. Alors que Sybil mourait, sa sœur a passé un pacte avec Arcadius, qui, au moment de mourir, avait utilisé ses pouvoirs pour créer un monde parallèle: « l'Enfer ». Les deux sirènes ont reçu le cadeau de l'immortalité et de la beauté, mais en échange elles devaient se nourrir de chair humaine et envoyer les âmes malfaisantes à Arcadius, dit le Diable. C'est de cette façon que Sybil et sa sœur son devenues des sirènes. Stefan ne croit pas à l'existence de « l'Enfer » mais Sybil lui déclare que s'il veut vraiment sauver Damon, il va devoir combattre et tuer le « Diable Arcadius ». Elle précise aussi que sa sœur est actuellement à Mystic Falls et qu'elle ne tardera pas à venir à sa rencontre. 

### Épisode 5:Je ne te quitterai jamais
- États-Unis /  Canada : 18 novembre 2016 sur The CW/ CTV Two
- France : 7 juin 2017 sur NT1
- Québec : sur   5 octobre 2018 sur VRAK.TV

- États-Unis : 920 000 téléspectateurs[23] (première diffusion)

Matt informe Caroline, Stefan, Bonnie et Alaric de la mort de Tyler. Le lendemain, ils se rendent à son enterrement. Mais lorsqu'ils découvrent que Damon a creusé quatre autres tombes, ce dernier apparaît et s'en prend à Matt en lui faisant boire de son sang, tout en se montrant insensible à leur peine. Peu après, Stefan, soutenu par Caroline et Alaric, se résout à neutraliser Damon le temps qu'ils puissent trouver le moyen de le libérer du contrôle de Sybil. Pendant ce temps, Damon se rend à l'Armurerie pour rendre visite à Sybil, voulant se libérer du contrôle de son esprit, ce qu'elle lui refuse. Cette dernière est contrariée qu'il ne lui soit pas entièrement soumis, vu qu'il éprouve du regret vis à vis de la mort de Tyler. Le vampire, tourmenté par la peine qu'il inflige à ses proches, décide de faire un choix : soit il récupère son humanité et accepte de vivre un enfer, soit il reste fidèle à Sybil. Pour en être fixé, il décide de rencontrer son frère au carnaval de Mystic Falls. Mais alors que Damon déjoue le piège que lui a tendu Stefan, il est neutralisé par Caroline avec de la veine de Vénus. Stefan l’enchaîne ensuite à l'intérieur d'un cercueil dans la crypte des Salvatore. De son côté, Matt reçoit un héritage de Tyler lui demandant dans une lettre de poursuivre ses recherches de l'Armurerie en rapport avec les sirènes et plus particulièrement sur une sirène dénommée Seline qui s'est échappée de l'Armurerie en 1863. Cette dernière, qui garde toujours les jumelles Josie et Lizzie, les emmène au carnaval et profite de l'occasion pour leur expliquer le processus d'enterrement en leur parlant d'un certain Cade. Seline, devant les jumelles, met le feu à une sorte de bûcher, qui cache entre autres le corps de Georgie. Ses restes seront découverts un peu plus tard par les gens de l'Armurerie. Quant à Sybil, elle arrive à s'échapper de sa cellule en emportant le diapason avec elle puis libère Damon de son cercueil. Celui-ci a décidé de se soumettre pleinement à elle en éteignant son humanité, pour de bon cette fois. 

### Épisode 6:L'Offrande aux ténèbres
- États-Unis /  Canada : 2 décembre 2016 sur The CW / CTV Two
- France : 8 juin 2017 sur NT1
- Québec : sur  12 octobre 2018 sur VRAK.TV

- États-Unis : 1,05 million de téléspectateurs[24] (première diffusion)

Seline a enlevé les jumelles Josie et Lizzie. Alaric et Caroline partent à la recherche de leurs filles. Caroline, prête à tout pour sauver ses enfants de Damon, refuse que Stefan l’aide et décide même de lui rendre sa bague de fiançailles en insistant qu’elle ne veut plus être avec lui tant que cela ne serait pas réglé. Ce geste a pour effet de blesser profondément Stefan. Au cours des recherches, Alaric, rendu fou d'inquiétude accuse Caroline d’être la cause de l’enlèvement des filles en prenant le soin de lui rappeler que ce ne sont pas les siennes mais celles de Jo et lui. Il lui annonce que dès qu'ils les auront retrouvé, il compte bel et bien déménager de Mystic Falls en emportant les filles afin de les tenir pour toujours à l'écart des vampires et du danger qu'ils apportent avec eux. De leur côté, Damon et Sybil rejoignent Seline et les enfants dans un restaurant. Là, Seline dévoile à sa sœur le plan qu'elle compte proposer à Cade : elle lui offre les jumelles, qui sont des siphonneuses en échange de leur liberté. À l'insu de tous, Sybil décide de punir Enzo de s'être libéré d'elle et arrive à entrer dans son subconscient où elle le torture. Stefan entre dans le subconscient d'Enzo et, à travers son esprit, tente de localiser les enfants ainsi que leurs ravisseurs. Mais ses intrusions ont pour effet de torturer encore plus Enzo.
Pendant ce temps, Sybil, Seline, Damon et les jumelles arrivent dans un motel. Seline utilise la magie des jumelles pour contacter Cade. Celui-ci apparaît, intrigué par l'offre de la jeune femme. Mais avant qu'elle ait eu le temps de négocier un arrangement, Seline est pris de court par sa sœur, qui propose à Cade les frères Salvatore à la place des jumelles car ce sont des vampires immortels et des tueurs impitoyables et que, par ce fait, ils seront bien plus efficaces. Stefan, voulant à tout prix sauver les filles et « fortement » encouragé par Damon, accepte le marché sans hésiter. Le marché conclu, les deux frères vendent leur âme au diable en échange d'une vie d'immortel. Quelques instants plus tard, Stefan ramène les filles auprès de Caroline et d'Alaric. Alors que Caroline accepte de porter à nouveau la bague de fiançailles de Stefan, celui-ci lui révèle le marché qu'il a passé avec Cade et lui avoue qu'ils n'ont plus que vingt-quatre heures à passer ensemble. Alaric s'excuse également de ses paroles mais est quand même déterminé à emmener les filles au loin, décision que Caroline finit par accepter. De son côté, Enzo est libéré de l'emprise de Sybil. 

### Épisode 7:Joyeux Noël, mon frère
- États-Unis /  Canada : 9 décembre 2016 sur The CW / CTV Two
- France : 9 juin 2017 sur NT1
- Québec : sur 19 octobre 2018 sur VRAK.TV

- États-Unis : 980 000 téléspectateurs[25] (première diffusion)

Stefan décide d'organiser le réveillon de Noël dans la villa des Salvatore afin de pouvoir pleinement profiter de sa dernière journée de liberté en compagnie de Caroline. Matt et son père ainsi que Alaric et les jumelles sont présents mais Damon et Sybil font soudain irruption. Matt et Alaric restent dépités de constater que Damon est toujours vivant. Ce dernier explique à son frère qu'il a rencontré Cade lorsqu'il était "mort" et que maintenant il souhaite rencontrer Stefan. Damon poignarde ensuite le cœur de son frère avec un pieu de bois. Cependant, tout comme Damon, Stefan ne meurs pas mais est envoyé dans une sorte de voile parallèle, où il rencontre enfin Cade. Le Diable lui montre, par l'intermédiaire de flashbacks les méfaits qu'il a commis dans un campement en 1917, lorsqu'il était connu comme étant "le Boucher de Monterey". Puis il se sert des remords du vampire, qui souhaite plus que tout se racheter de ses erreurs passées pour conclure un marché ; il redevient le Boucher de Monterey pendant un an, (tout en renonçant à son humanité) et à la suite de cela, il pourra gagner sa liberté.
Pendant ce temps là, Caroline charge Bonnie et Enzo de récupérer le diapason que Seline conserve chez elle. La Sirène, trahie par sa sœur et rendue vulnérable, consent à leur céder l'arme mais à condition qu’Alaric lui permette de briser le lien psychique qui la lie encore à ses filles. D'abord réticent, Alaric finit par accepter, pour le bien de ses filles. 
Au manoir des Salvatore, durant le dîner, Damon s'amuse à questionner le père de Matt sur les raisons qui l'ont poussé à se tenir à l'écart de sa famille pendant vingt ans, avant de le menacer de mort après que Caroline eut distribuée des cadeaux de Noël à chacun. 
Après la soirée, en ouvrant le cadeau de Caroline qui contient le collier d'Elena, Damon, submergé par ses émotions et les souvenirs, se retourne contre Sybil et lui arrache le cœur en pleine rue.

### Épisode 8:La faim ne justifie pas les moyens
- États-Unis /  Canada : 13 janvier 2017 sur The CW / CTV Two
- France : 12 juin 2017 sur NT1
- Québec : sur  26 octobre 2018 sur VRAK.TV

- États-Unis : 950 000 téléspectateurs[26] (première diffusion)

Plusieurs semaines après que Stefan et Damon soient entrés au service de Cade, ces derniers sont toujours à la recherche de nouvelles victimes à servir au diable. Damon semble craindre que son frère ne redevienne « le Boucher qu'il était » mais ce dernier lui certifie qu'il garde la situation sous contrôle. Stefan, en revanche, constatant que son frère a perdu son sens de l'humour habituel, joue avec ses émotions en manipulant Tara, une jeune médecin ressemblant étrangement à Elena. Ayant trouvé le collier de cette dernière dans les affaires de son frère, il lui reproche de toujours ressentir des émotions, ce qui s'avère être vrai : Damon est perturbé par les souvenirs qu'il garde d'Elena. Plus tard, Stefan finit par céder et redevient le Boucher en faisant un véritable carnage dans un hôpital.
À l'Armurerie, Matt apprend que ses ancêtres - les Maxwell - ont conçu avec l'aide des sorcières une cloche magique. Avec son père, ils découvrent que s'ils assemblent le diapason, une boule de fer et la cloche, cela aurait le pouvoir d'anéantir définitivement les sirènes. Cependant, son père avoue que lors du Jour des Fondateurs de l'année 1992, il avait jeté la cloche dans la rivière par-dessus le Pont Wickery.

### Épisode 9:Loin des yeux, près du cœur
- États-Unis /  Canada : 20 janvier 2017 sur The CW / CTV Two
- France : 13 juin 2017 sur NT1
- Québec : sur  2 novembre 2018 sur VRAK.TV

- États-Unis : 860 000 téléspectateurs[27] (première diffusion)

Damon et Stefan continuent leur mission pour Cade lorsqu'ils sont contactés par Sybil. En effet, elle souhaite récupérer la cloche magique, Damon ayant toujours en sa possession la boule de fer qu'il a récupérée chez Peter Maxwell. Cette boule, combinée avec le diapason et la cloche des Maxwell, aurait le pouvoir, d'après Matt, de tuer définitivement les sirènes. Avec son coéquipier Dorian, l'ancien shérif essaye de rassembler les éléments essentiels à l'utilisation de cette cloche. Dans cette entreprise, il reçoit l'aide inattendue de Seline.
De son côté, Caroline organise la traditionnelle cérémonie des Miss Mystic Falls. Les frères Salvatore s'y rendent également, sous ordre de Sybil. Il en est de même pour Enzo et Bonnie, rentrés de leur voyage à Paris. Cette dernière porte au cou une fiole contenant le sang de Enzo, au cas où elle songerait un jour à se transformer en vampire, afin de passer l’éternité aux côtés d'Enzo. Mais lors de la danse, elle se rend compte des choix que cela implique et refuse de prendre cette décision, notamment à cause du sort de Kai la liant toujours à Elena. Ne voyant pas d'autre solution à ce dilemme, Bonnie propose à Enzo de prendre le remède au vampirisme.
Au cours de la cérémonie, Damon est perturbé par tous les souvenirs d'Elena qui commencent à refaire surface dans sa tête. Il se sent de plus en plus confus et Caroline essaye de l'aider à prendre le bon chemin. Lorsque Sybil essaye de contrôler son esprit, elle découvre qu'elle est désormais incapable de le faire, à cause de la détermination du vampire. Néanmoins, elle lui fait remarquer que si jamais son humanité revient, il sera assailli par le poids d'une culpabilité si grande que cela risquerait de le détruire. 
Stefan, quant à lui, ennuyé que son frère se laisse aller à ses sentiments lointains, est déterminé à chasser Elena une fois pour toutes de son esprit. Pour cela, il n'hésite pas à transformer une jeune étudiante en vampire, au beau milieu de la cérémonie, au grand mécontentement de Caroline.

### Épisode 10:L'Aventure intérieure
- États-Unis /  Canada : 27 janvier 2017 sur The CW / CTV Two
- France : 14 juin 2017 sur NT1
- Québec : sur  9 novembre 2018 sur VRAK.TV

- États-Unis : 940 000 téléspectateurs[28] (première diffusion)

Sybil a mis Damon dans un état catatonique, ce qui oblige Bonnie et Caroline à la libérer afin qu'elle puisse "le guérir" en échange de la cloche mystique. Cependant, Sybil réalise vite que l'esprit de Damon est plongé dans un état infernal induit, provoqué par la culpabilité. Bonnie et Caroline entrent dans son subconscient pour essayer de l'atteindre. Mais une fois entrées dans ce monde parallèle, elle constatent que Damon est mort en 1863 et qu'il n'est jamais devenu un vampire et que par conséquent, toutes ses victimes sont encore en vie, à savoir Vicky Donovan, le shérif Forbes, Tyler Lockwood ainsi que Sheila Bennett, la grand-mère de Bonnie.
Les deux femmes tentent de retrouver Damon, mais personne ne semble le connaitre, ou en tout cas, personne ne le croit vivant. C'est en parlant à sa grand-mère et en rencontrant le fantôme de Tyler dans la crypte des Salvatore que Bonnie finit par trouver la solution: elles ont besoin de Stefan pour que Damon revienne à la raison.
Ce dernier, au même moment, provoque un carnage dans Mystic Falls. Là, il tombe sur Seline et Matt, qui sont à la recherche de la cloche. Stefan souhaite récupérer son frère, car Cade est insatisfait du nombre d'âmes fournies, il faut donc que Stefan puisse récupérer Damon pour qu'ils continuent les "offrandes". Il conclut une sorte d'entente avec Sybil : il échangera la cloche contre son frère, que Sybil s'engage à remettre sur pieds. Mais en parallèle, Seline prévoit de faire sonner douze fois la cloche par Matt, afin de libérer l'enfer sur la terre et de tuer toute être vivant à Mystic Falls. Ce plan lui permettant d'offrir à Cade de nombreuses âmes, Stefan contraint Matt à faire sonner la cloche et va ensuite chercher Damon au manoir .
En entrant à son tour dans le subconscient de Damon, Stefan réalise que son frère lui pardonne le fait de l'avoir transformé en vampire. Revenu au présent, Damon se réveille et neutralise son frère avant d'aller arrêter Matt, qui était sur le point de faire sonner le douzième coup de cloche, l'empêchant in extremis de détruire la ville. Quant à Stefan, il est emprisonné dans les caves du manoir.

### Épisode 11:Être bon, à nouveau
- États-Unis /  Canada : 3 février 2017 sur The CW / CTV Two
- France : 15 juin 2017 sur NT1
- Québec : sur  16 novembre 2018 sur VRAK.TV

- États-Unis : 920 000 téléspectateurs[29] (première diffusion)

Cade a débarqué à Mystic Falls et impose un choix drastique aux frères Salvatore: soit ils tuent une centaine de personnes chacun avant le coucher du soleil soit ils devront tuer la petite amie de l'autre s'ils refusent. Tandis que Stefan, dénué d'humanité, se met immédiatement en route pour trouver le cercueil d'Elena, Damon, lui, fait tout son possible pour échapper à ce dilemme et essaye même de trouver un moyen de tuer Cade mais y renonce vite lorsqu'il s'aperçoit que le diable est totalement indestructible. Caroline et Matt font de leur mieux pour protéger les habitants de la ville de la folie meurtrière de Cade à la suite d'une attaque surprise de ce dernier au Mystic Grill. Caroline et Damon réalisent vite que le seul moyen pour que Cade devienne mortel serait qu'il prenne la seule dose du remède au vampirisme qui existe. Or, ce remède coule actuellement dans le corps d'Elena, toujours endormie dans son cercueil. Damon apprend alors de la bouche de Cade que son frère se prépare à aller tuer Elena et se met en route en espérant l’arrêter à temps.
Pendant ce temps, Bonnie et Enzo, emportant la cloche des Maxwell avec eux, prennent la route pour un voyage romantique, car ils veulent vivre des moments parfaits avant qu'Enzo ne redevienne humain en prenant le remède. En chemin, ils s’arrêtent dans une maison que Bonnie a récemment achetée, où elle conserve en sécurité le cercueil d'Elena, et par conséquent, le remède. Mais à la suite d'un appel de Damon, le couple, voyant que la seule opportunité qu'ils ont de détruire Cade est de lui faire boire le remède, accepte alors de sacrifier leur avenir. Bonnie se charge d'extraire une dose de remède du sang d'Elena tandis qu'au même moment, Stefan les rejoint.

### Épisode 12:La Cloche de feu
- États-Unis /  Canada : 10 février 2017 sur The CW / CTV Two
- France : 16 juin 2017 sur NT1
- Québec : sur  23 novembre 2018 sur VRAK.TV

- États-Unis : 1,11 million de téléspectateurs[30] (première diffusion)

- Chris Wood (Kai Parker)
- Persia White (Abby Bennett-Wilson)

Enzo est mort et Stefan est à présent redevenu humain à cause du remède que Bonnie lui a injecté. Cette dernière reçoit la visite de sa mère alors qu'elle comptait enterrer Enzo. Cependant, les deux femmes se rendent compte que lors de la mort d'Enzo, Bonnie a ouvert inconsciemment les portes d’un autre monde.
Plus loin, Stefan, submergé par son humanité revenue et par le poids de sa culpabilité, est confronté aux horreurs qu’il a commises pendant qu’il travaillait pour Cade. Il se fait même arrêter par la police alors qu'il a encore des traces de sang sur les mains. Caroline le tire de prison et l’aide dans le commencement de sa "rédemption". Mais alors qu'il se rendait chez Bonnie, Stefan se fait enlever par un inconnu.
De son côté, Damon conclut un nouveau pacte avec Cade, lui promettant de lui ramener le journal des Maxwell en échange de la survie de Stefan.
Quant à Matt, il est perturbé par le pouvoir que la cloche des Maxwell exerce sur lui. Il fait des rêves étranges, comme des visions du passé. Alaric et Dorian essayent de lui venir en aide, ils comprennent que ses visions sont directement liées au journal d’Ethan Maxwell et que Matt est en train de revivre le passé d'Ethan, envoûté par les sirènes pour qu'il sonne la cloche et déchaîne l'enfer sur terre. Au cours du rituel, une centaine de sorcières se sont sacrifiées pour empêcher cette catastrophe. On découvre qu’Ethan était proche de l'une d'elles, Beatrice Bennett (l’une des ancêtres de Bonnie). Alors que Matt est sur le point de découvrir le but de ses rêves, à savoir trouver le moyen de tuer définitivement Cade, son état s’aggrave et Damon lui offre son sang pour le sauver mais en profite pour voler le journal des Maxwell. Il le rapporte à Cade, qui le détruit par la suite en le jetant dans le feu.

### Épisode 13:Le Visiteur de l'enfer
- États-Unis /  Canada : 17 février 2017 sur The CW / CTV Two
- France : 19 juin 2017 sur NT1
- Québec : sur 30 novembre 2018 sur VRAK.TV

- États-Unis : 990 000 téléspectateurs[31] (première diffusion)

- Chris Wood (Kai Parker)

Stefan a été enlevé par Dorian. Très vite, il se rend compte que depuis qu'il est redevenu humain, les effets de son hypnose se sont effacés, ce qui veut dire que toutes les personnes qu'il a un jour hypnotisées se rappellent ses méfaits. C'est le cas de Dorian, qui s'est souvenu que Stefan avait tué ses parents de nombreuses années auparavant, avant de maquiller le meurtre en un incendie accidentel. Dorian, furieux et vengeur, n'hésite pas à lui faire creuser sa propre tombe avant de lui tirer une balle dans le ventre. Mais au dernier moment, il décide de l'épargner et appelle même une ambulance afin de le soigner. Guéri, Stefan annonce à Caroline qu'il souhaite quitter définitivement Mystic Falls. En parallèle, Matt et Caroline prennent le soin d'effacer la mémoire de tous ceux qui se souviennent des horreurs de Stefan.
De son côté, Damon fait face à Kai, qui a pu s'échapper de l'enfer grâce aux onze coups de cloche. Afin de pouvoir rester dans le monde des vivants et échapper à Cade, le sorcier propose de faire revenir Elena à la vie. Il supplie même Damon de l'aider à trouver sa rédemption. Mais alors qu'ils se rendent auprès du cercueil d'Elena, Kai piège Damon et s'enfuit avec le cercueil. 
Pendant ce temps, Bonnie rend visite à Cade dans l'espoir de pouvoir sauver Enzo de l'Enfer. Le diable est stupéfait de constater qu'elle a réussi à ouvrir les portes d'un monde parallèle psychique, qu'elle a elle-même "construit". La jeune femme réussit même à communiquer avec Enzo, dont l'esprit se trouve hors d'atteinte de Cade.

### Épisode 14:Qui gagne perd
- États-Unis /  Canada : 24 février 2017 sur The CW / CTV Two
- France : 20 juin 2017 sur NT1
- Québec : sur  7 décembre 2018 sur VRAK.TV

- États-Unis : 1,04 million de téléspectateurs[32] (première diffusion)

Kai a livré le cercueil d'Elena à Cade en échange de sa liberté mais en revanche, a gardé avec lui la seule arme capable de tuer le diable, le « poignard de cendres ». Les frères Salvatore arrivent à localiser Kai et l'enferment à l'armurerie avant de récupérer le poignard. Damon voudrait échanger l'arme contre le cercueil d'Elena alors que Stefan souhaite l'utiliser pour éliminer définitivement Cade. Neutralisant son frère avec de la verveine, Stefan va seul à la rencontre de Cade et réussit presque à le tuer tandis qu'Alaric fait sonner la cloche des Maxwell pour l'affaiblir. Mais la manœuvre échoue lorsqu'Alaric s'interrompt pour se précipiter à la rescousse de ses deux filles, Kai s'étant libéré de sa prison pour attaquer les jumelles. Au terme d'une lutte acharnée dans les caveaux de l'armurerie, l'hérétique est finalement neutralisé par Caroline. 
En parallèle, ayant repris l'avantage, Cade est sur le point d'achever Stefan lorsqu'ils sont interrompus par Damon. Le diable oblige le vampire à choisir entre sauver la vie d'Elena ou celle de son frère. Incapable de faire face à ce dilemme, c'est finalement lui qu'il choisit en proposant son âme à la place. N'hésitant pas à se sacrifier une dernière fois pour ceux qu'il aime, Damon s'enfonce un pieu en plein cœur. Envoyé en Enfer, il fait face à Cade mais Bonnie, connectée avec l'esprit du diable par leur lien psychique, arrive sur place et lutte contre lui pour l'empêcher de prendre l'âme de Damon. Stefan en profite alors pour assassiner définitivement Cade. La mort du diable libère l'âme de Damon qui regagne son corps.
Un peu plus tard, Stefan demande une nouvelle fois à Caroline de l'épouser et cette dernière accepte.

### Épisode 15:Un mariage trop parfait
- États-Unis /  Canada : 3 mars 2017 sur The CW / CTV Two
- France : 21 juin 2017 sur NT1
- Québec : sur  14 décembre 2018 sur VRAK.TV

- États-Unis : 1,14 million de téléspectateurs[33] (première diffusion)

- Kayla Ewell (Vicki Donovan)
- Melinda Clarke (Kelly Donovan)

Pour forcer Katherine à se montrer, Damon décide de célébrer le seul événement auquel la jeune femme ne pourra s’empêcher d'assister: le mariage de Stefan avec Caroline. Les frères Salvatore comptent bien sur ce moment pour la tuer. Grâce aux ossements de Katherine trouvés dans la crypte, Peter Maxwell arrive à forger une dague susceptible de l'éliminer une fois pour toutes.
Lors des préparatifs, Matt voit sa mère, Kelly, débarquer à Mystic Falls alors qu'il ne l’avait plus revue depuis de nombreuses années. Alaric est également présent avec les jumelles ainsi que Bonnie. Cependant, juste avant le début de la cérémonie, Kelly Donovan égorge Peter Maxwell avant de rejoindre les autres invités. 
- Cet épisode a réalisé la meilleure audience de la saison.

### Épisode 16:Désormais en paix
- États-Unis /  Canada : 10 mars 2017 sur The CW / CTV Two
- France : 22 juin 2017 sur NT1
- Québec : sur  21 décembre 2018 sur VRAK.TV

- États-Unis : 1,15 million de téléspectateurs[34] (première diffusion)

- Nina Dobrev (Elena Gilbert / Katherine Pierce)
- Steven R. McQueen (Jeremy Gilbert)
- Marguerite MacIntyre (shérif Liz Forbes)
- Sara Canning (Jenna Sommers)
- Kayla Ewell (Vicki Donovan)
- David Anders (Jonathan Gilbert)
- Jodi Lyn O'Keefe (Josette « Jo » Laughlin)
- Arielle Kebbel (Alexia « Lexi » Branson)
- Jasmine Guy (Sheila Bennett)

Bonnie s'est évanouie en entendant les sons de la cloche et se réveille dans un univers parallèle dans lequel elle retrouve Elena. Elle comprend qu'elle est morte mais Enzo lui ordonne de tenir bon, lui disant que son heure n'est pas encore venue. Bonnie revient à elle, se trouvant encore au mariage, entourée de Stefan et de Caroline.
Toujours au clocher, Vicki, impossible à arrêter, continue inlassablement de sonner la cloche, déterminée à déchaîner le feu de l'Enfer sur la ville. Réalisant qu'ils ne pourront empêcher cet événement, Matt fait évacuer la ville qui va bientôt être réduite en cendres dans quelques minutes. Chacun quitte la ville, humains comme vampires. Stefan et Damon retournent chez eux pour échafauder un plan pour se débarrasser de Katherine lorsqu'ils constatent, médusés, que le cercueil d'Elena est ouvert et vide. Ils comprennent ce qu'il s'est passé plus tôt: le cœur de Bonnie s'est arrêté durant quelques secondes et de ce fait, Elena s'est réveillée. Damon serre la jeune femme dans ses bras avant de se rendre compte qu'il s'agit en réalité de Katherine. Cette dernière a enlevé le corps d'Elena et l'a mis à l'abri dans le lycée de Mystic Falls, protégé par un sort. Stefan tente de la faire sortir mais n'y parvient pas et réalise qu'il ne survivra pas aux événements. Il fait ses adieux à Caroline, lui disant qu'il l'aimera toujours alors que cette dernière est en train de quitter la ville avec Alaric et les jumelles.
Bonnie, à l'Armurerie, trouve le moyen d'anéantir l'Enfer en retournant le feu de l'Enfer contre lui tandis que Stefan rejoint Damon et Katherine dans les tunnels. Vicki s'apprête à sonner la cloche une dernière fois, libérant le feu des Enfers. Ne voulant pas laisser son frère mourir, Damon l'hypnotise pour qu'il s'en aille. Bonnie, déchaînant toute sa magie, dévie le feu et le ramène jusqu'à l'Armurerie grâce aux tunnels sous la ville. Avec le soutien de ses ancêtres sorcières, elle parvient à contenir le feu de l'enfer et à le faire revenir progressivement vers la cloche. Mais au même moment dans les tunnels, Stefan, qui était sous verveine, injecte son sang à Damon, (et donc le remède, le rendant humain) avant de se sacrifier en se jetant dans le feu des Enfers, en entraînant Katherine avec lui. Ils meurent donc tous les deux, emportés par le feu.
Dans un univers parallèle, Stefan rencontre Elena et lui raconte ce qu'il s'est passé : il est mort en voulant protéger Damon et lui a injecté le remède. Il fait ensuite ses adieux à la jeune femme avant de rejoindre son amie Lexi.
Un peu plus tard, Bonnie est aux côtés d'Elena lorsqu'elle se réveille et lui explique qu'elle a pu trouver le moyen d'inverser le sort en canalisant assez de magie.
Au dehors, les funérailles de Stefan ont lieu dans le cimetière où Damon et Elena se retrouvent enfin. Humains tous les deux, ils vont pouvoir profiter de leur bonheur.
Plusieurs années plus tard, Elena est retournée vivre à Mystic Falls avec Damon après qu'elle eut terminé ses études de médecine, Bonnie est partie faire le tour du monde, Matt est devenu maire de Mystic Falls tandis qu'Alaric, Caroline et Jeremy ont fait de la pension des Salvatore une école pour jeunes élèves et « étudiants particuliers ».
- Retour des acteurs Nina Dobrev, Steven R. McQueen et Kayla Ewell pour cet épisode. Retour de tous les anciens acteurs importants dont les personnages ayant perdu la vie, Michael Trevino, Marguerite MacIntyre, etc., le temps d'une courte scène.

"Salut petit frère." C'est sur cette phrase culte et typique de Damon que la série prend fin.